# Кметове на Плевен
Градоначалници на Плевен след освобождението на България от Османско владичество.

## Княжество България
- Атанас Костов – 1877 – 1878
- Георги Костов – 1878
- Петър Христов – 1880 – 1881
- Харалампи Караиванов – 1883 – 1885
- Симеон Хайдудов – 1885 – 1888
- Харалампи Караиванов – 1888 – 1890
- Симеон Хайдудов – 1890 – 1892
- Христо Данаилов – 1898 – 1899
- Иван Юрданов – 1899 – 1900
- Тодор Щирков – 1900
- Тодор Цветков – 1901
- Иван Юрданов – 1901
- Христо Данаилов – 1901 – 1903
- Тодор Табаков – 1903 – 1908

## Царство България
- Георги Узунов – 1912 – 1913
- Димитър Добрев – 1913 – 1918
- Иван Кантарджиев – 1919 – 1921
- Георги Червенков – 1921 – 1922
- Иван Зонков – 1922 – 1923
- Иван Миндиликов – 1923 – 1931
- Никола Маринов – 1934 – 1937
- Коста Стефанов – 1937 – 1938
- Стоян Валчев – 1938 – 1944

## Народна република България
- Борис Спиров – 1944
- Васил Топалски – 1946 – 1948
- д-р Руси Русев – 1948 – 1949
- Борис Божинов – 1949 – 1950
- Георги Узунов – 1951 – 1953
- Тодор Алексиев – 1956 – 1959
- Радой Цочев – 1959 – 1963
- Любомир Начев – 1963 – 1971
- Андрей Романов – 1971 – 1979
- Трифон Трифонов – 1979 – 1986
- Крум Радев – 1986 – 1987
- Петко Цолов – 1987 – 1990

## Република България
| №   | Име                                             | Период         | Партия                                                                                          |
| --- | ----------------------------------------------- | -------------- | ----------------------------------------------------------------------------------------------- |
| 32. | Георги Ангелов                                  | 1990 – 1991    | БСП                                                                                             |
| 33. | д-р Александър Александров (род. 14.05.1991 г.) | 1991 – 1995    | СДС                                                                                             |
| 34. | Румен Петков                                    | 1995 – 1999    | БСП                                                                                             |
| 35. | Найден Зеленогорски                             | 1999 – 2011    | ОДС Коалиция „Заедно за община Плевен" (включваща СДС, ДСБ, БЗНС, НДСВ и др.)                   |
| 36. | д-р Димитър Стойков (род. 1959 год.)            | 2011 – 2015    | ГЕРБ                                                                                            |
| 37. | Георг Спартански                                | 2015 – 2023    | Независим подкрепян от Реформаторски блок и ВМРО-БНД. подкрепен от СДС и Демократична България. |
| 38. | д-р Валентин Христов (род. 24.11.1974)          | 2023 – настоящ | ГЕРБ                                                                                            |

## Живи бивши кметове
Към 4 юни 2025 г. има петима живи бивши кметове 
| Име                 | Мандат      | Дата на раждане     |
| ------------------- | ----------- | ------------------- |
| Петко Цолов         | 1987 – 1990 | 29 януари 1941 г.   |
| Румен Петков        | 1995 – 1999 | 23 юни 1961 г.      |
| Найден Зеленогорски | 1999 – 2011 | 2 септември 1961 г. |
| Димитър Стойков     | 2011 – 2015 | 9 април 1959 г.     |
| Георг Спартански    | 2015 – 2023 | 4 юли 1963 г.       |

Най-скоро починал бивш кмет на Плевен е Андрей Романов (1971 – 1979) – на 7 февруари 2023 г., на 96 години.